# 德鲁伊 (马恩省)
德鲁伊（法語：Drouilly，法語發音：[dʁuji]）是法国马恩省的一个市镇，位于该省东南部，属于维特里勒弗朗索瓦区。

## 地理
德鲁伊（48°46'19"N, 4°31'19"E）面积2.43 平方千米，位于法国大東部大區马恩省，该省份为法国东北部内陆省份，北起阿登省，西北接埃纳省，西南接塞纳-马恩省，南至奥布省，东南接上马恩省，东临默兹省。
与德鲁伊接壤的市镇（或旧市镇、城区）包括：苏朗日、马恩河畔卢瓦西、香槟地区迈松、普兰日。

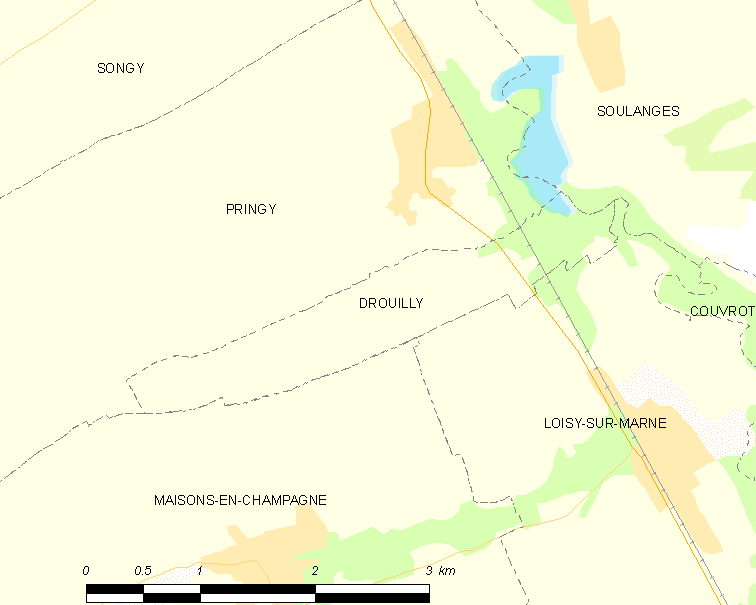
的OSM定位图

德鲁伊的时区为UTC+01:00、UTC+02:00（夏令时）。

## 行政
德鲁伊的邮政编码为51300，INSEE市镇编码为51220。

## 政治
德鲁伊所属的省级选区为维特里勒弗朗索瓦-香槟-代尔县。

## 人口

1962-2008年间人口变化图示

德鲁伊于2022年1月1日时的人口数量为144人。